# Luftwaffenmuseum Uetersen
Das Luftwaffenmuseum Uetersen war ein Museum bei Uetersen, das 1995 nach Berlin-Gatow verlegt wurde und aus dem das Luftwaffenmuseum der Bundeswehr (2011 umbenannt in Militärhistorisches Museum der Bundeswehr - Flugplatz Berlin-Gatow) entstand.

## Geschichte

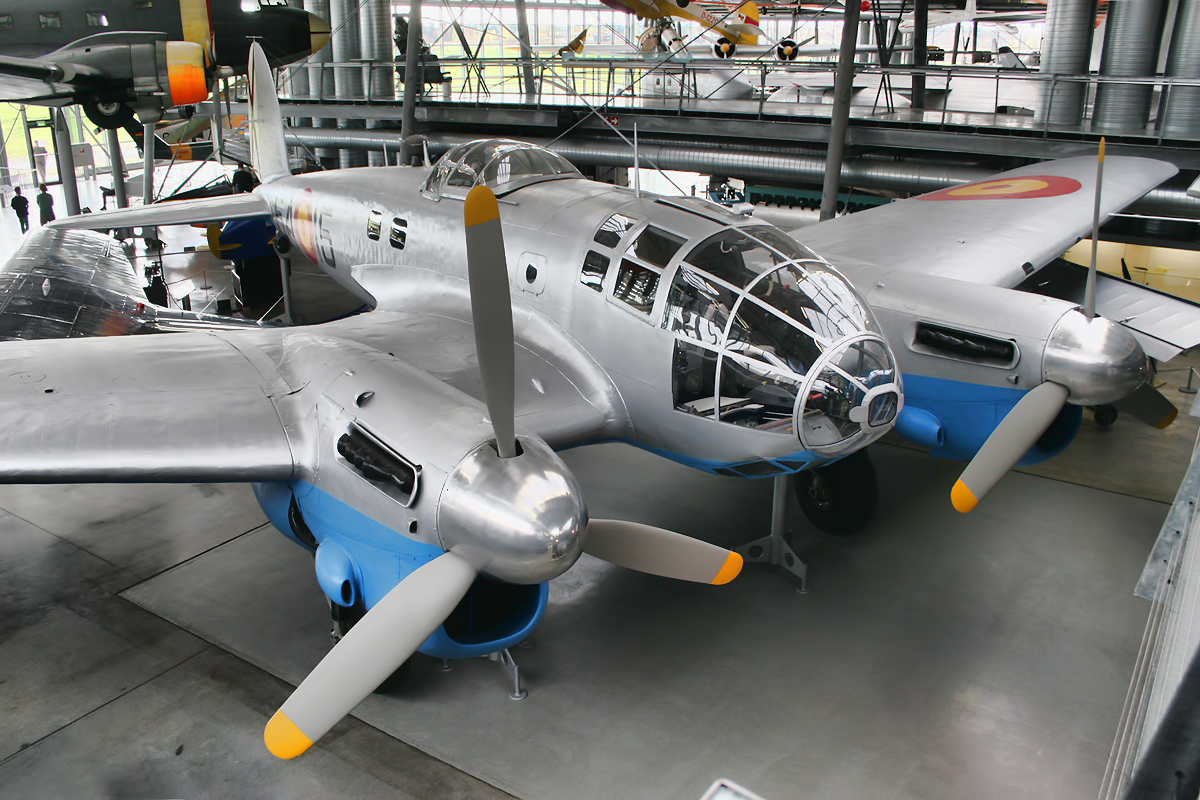
Heinkel He 111, die im Dienst der spanischen Luftstreitkräfte stand

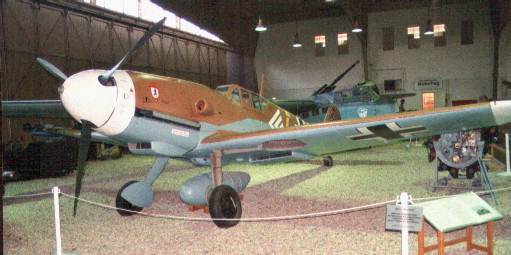
Die Bf 109 der spanischen Luftstreitkräfte, steht jetzt in Berlin-Gatow

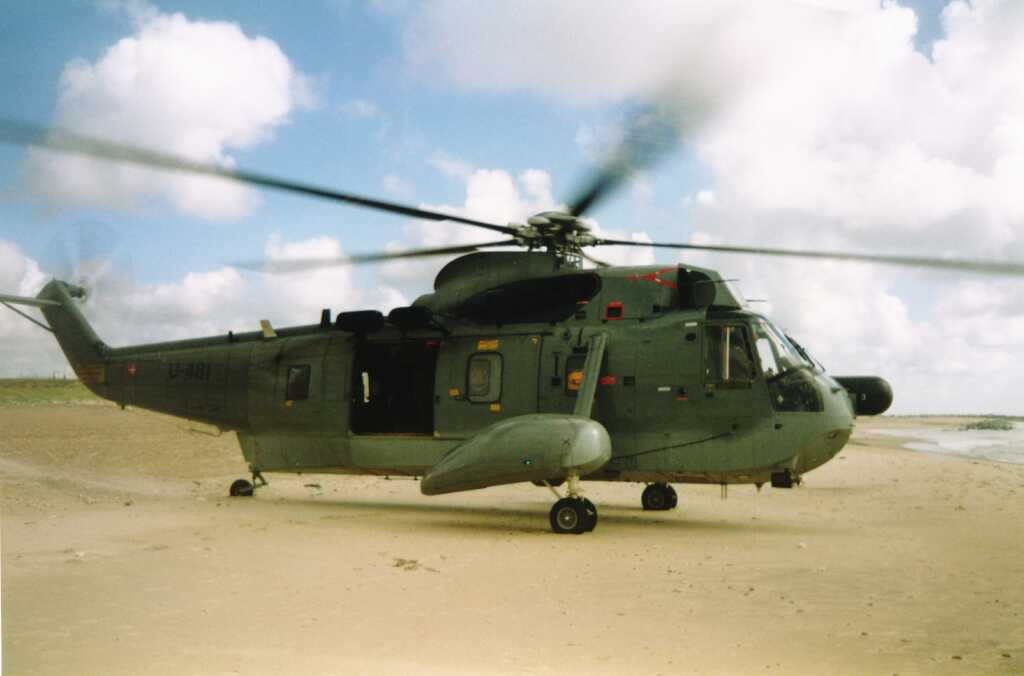
Sikorsky S-61 Sea King

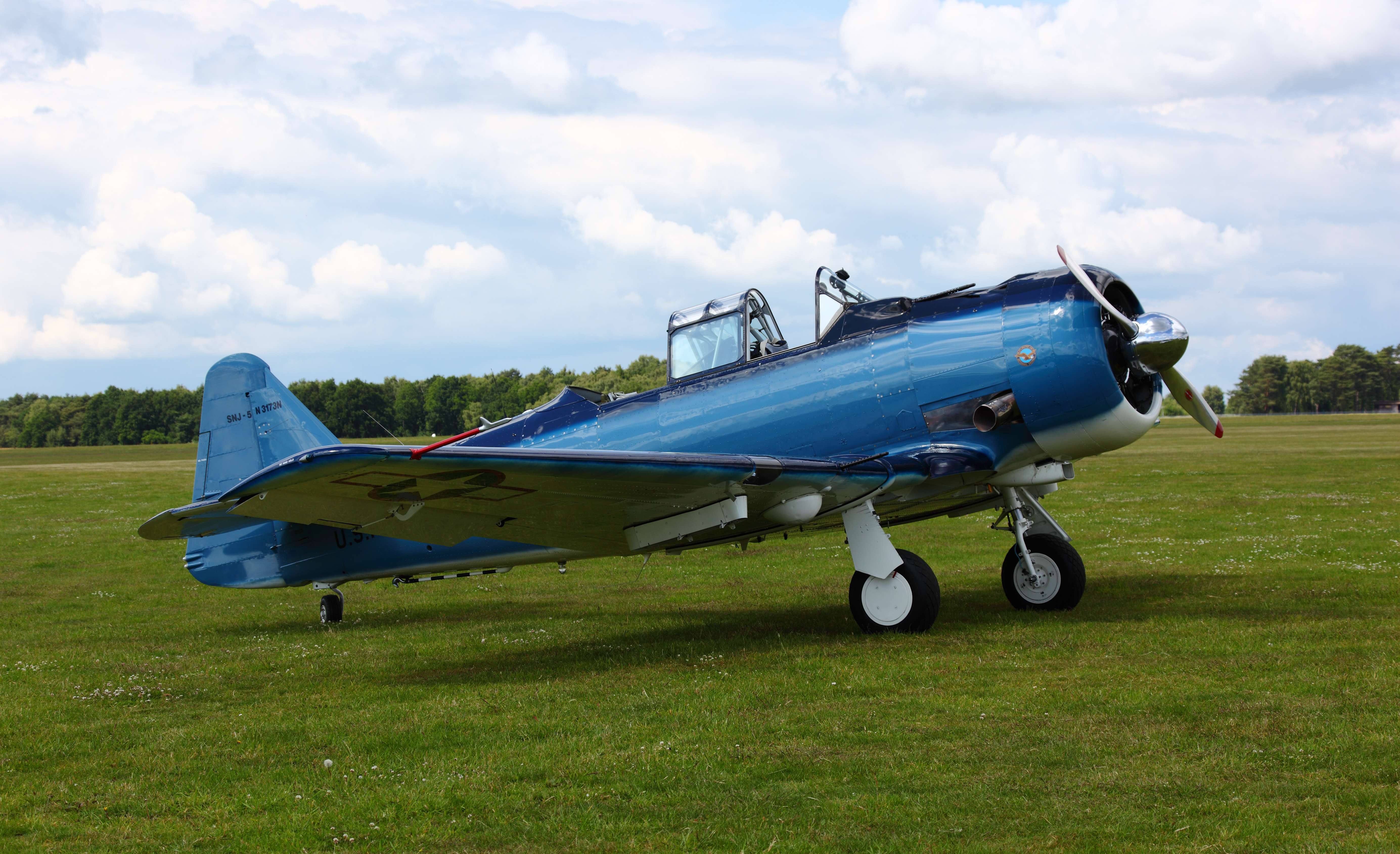
Eine North American AT-6 Trainingsmaschine, Tag der offenen Tür auf dem Flugplatz Uetersen/Heist. Man beachte die Bestückung mit den noch vorhandenen Bordmaschinengewehren.

Da nach dem Zweiten Weltkrieg zahlreiche Hallen auf dem Flugplatz Uetersen/Heist leer standen, begann man im Jahre 1956 mit einer Sammlung von alten Uniformen, Auszeichnungen und Ausrüstungsgegenständen der alten Fliegertruppe und der Luftwaffe ein Museum aufzubauen. 1957 eröffnete man die erste Ausstellung des Luftwaffenmuseums in einer alten Sporthalle. Mit Hilfe vieler Luftwaffenangehöriger und Luftfahrtinteressierter wurde der Fundus ständig erweitert. Zur Sicherung der Sammlung wurde 1963 der Verein Luftwaffen-Museum Uetersen gegründet. Nach 10 Jahren Aufbauarbeiten lag nun der Schwerpunkt im Bereich der Wehrtechnik. Durch Schenkungen der Spanischen Luftwaffe 1968 kamen die ersten beiden Flugzeuge, eine Bf 109 und eine Heinkel He 111 auf das Freigelände. Bald darauf folgten weitere Flugzeuge und Raketen der Bundeswehr. 1972 wurde das Museum anlässlich der Olympischen Spiele in Kiel in zwei große Flugzeughallen verlegt. Die Ausstellung der Halle A zeigte den technischen Fortschritt vom Luftgleiter Otto Lilienthals von 1891 bis zur Hawker Sea Fury von 1945. In den anderen Räumen wurde ein Überblick über Waffen und fliegerisches Gerät gezeigt. In der Halle B waren ausländische und deutsche Flugzeuge, Hubschrauber und Triebwerke ausgestellt. 1995 wurde das Museum nach Berlin-Gatow verlegt, wo das neue Luftwaffenmuseum entstand. In einer großangelegten Aktion, die fast ein Jahr dauerte, wurde das Museum verlegt. 85 Techniker und Soldaten waren insgesamt 13.240 Stunden mit der Demontage der Flugzeuge und dem Einpacken des Materials beschäftigt. Die 3030 Tonnen Material transportierte man mit 553 Lkw-Ladungen nach Berlin. 58 Flugzeuge, die nicht weiter zerlegt werden konnten, wurden von Hubschraubern an den neuen Standort geflogen.